# Scopula clarifrufa
Scopula clarifrufa là một loài bướm đêm trong họ Geometridae.